# Мессьє 21
Мессьє 21 (також відоме як M21 та NGC 6531) є розсіяним скупченням в сузір'ї Стрільця.

## Історія дослідження
Скупчення було відкрито і додано до каталогу Шарлем Мессьє в 5 червня 1764. Також скупчення було пізніше включене в каталоги іншими дослідниками: Вільямом Гершелем (3 каталоги), Джоном Дреєром (каталоги NGC, IC).
Перше змістовне дослідження скупчення було проведено в 1953 році. Було проведено вимірювання видимих зоряних величин та відстаней до всіх 57 зір скупчення.
В грудні 2001 року корейськими астрономами було виявлено 7 зір до головної послідовності та 6 кандидатів. Також в цьому дослідженні був визначений середній показник кольору скупчення, що становив 0.29±0.03, його вік та масу. Маса скупчення була оцінена і наведена у вигляді функції початкової маси в межах 0.45 ≤ log m ≤ 1.35.
В 2005 році було проведене дослідження Be-зір в цьому скупчені, було детально досліджено 2 об'єкти: HD 164863 та HD 164844. Для цих об'єктів були виявлені сильні лінії випромінювання водню з серії Бальмера.
В 2010 році групою південноамериканських вчених проводився пошук короткоперіодичних змінних зір в скупченні, було знайдено 5 нових змінних зір. Аналогічне дослідження було проведено в 2007 році двома австрійськими науковцями, які досліджували молоді пульсуючі змінні зорі в скупченні, знайшовши в результаті декілька об'єктів.

## Фізичні харатеристики

### Параметри скупчення
M21 — відносно молоде скупчення з віком у 4,6 мільйона років, що містить близько 57 зір. Наймасивніша зоря скупчення має масу близько 20-25 Mʘ .

### Хімічний склад
Хімічний склад зір скупчення наведено згідно статті (Brown, 1986). Концентрація елементу подана в логарифмічній шкалі, відкаліброваній відносно водню log [H] = 12.0.
| Хімічний елемент | Концентрація елементу |
| ---------------- | --------------------- |
| Гелій            | 10.92±0.09            |
| Карбон           | 8.0±0.3               |
| Нітроген         | 8.0±0.2               |
| Оксиген          | 8.7                   |
| Магній           | 7.4                   |
| Алюміній         | 6.4                   |
| Кремній          | 7.5±0.1               |
| Сульфур          | 7.0                   |
| Ферум            | -                     |

### Особливості розрахунку параметрів
Відстань до зоряного скупчення відрізняється в різних джерелах: в каталозі Mallas/Kreimer відстань дорівнює приблизно 3000 світлових років, в каталогі Бернхема - 2200, в той час як каталог Sky Catalog 2000 надає відстань в 4250 світлових років.
Щодо віку зоряного скупчення також є певні суперечності, наприклад в Каталозі Мессьє наведений вік 4.6 мільйонів років, хоча в одному з досліджень 2005 року був вказаний значно більший вік, що становиви приблизно 11.7 мільйонів років (log t = 7.07), а в іншому дослідженні 2001 року - 7.5 мільйонів років з похибкою приблизно 4 мільйони років.

## Спостереження

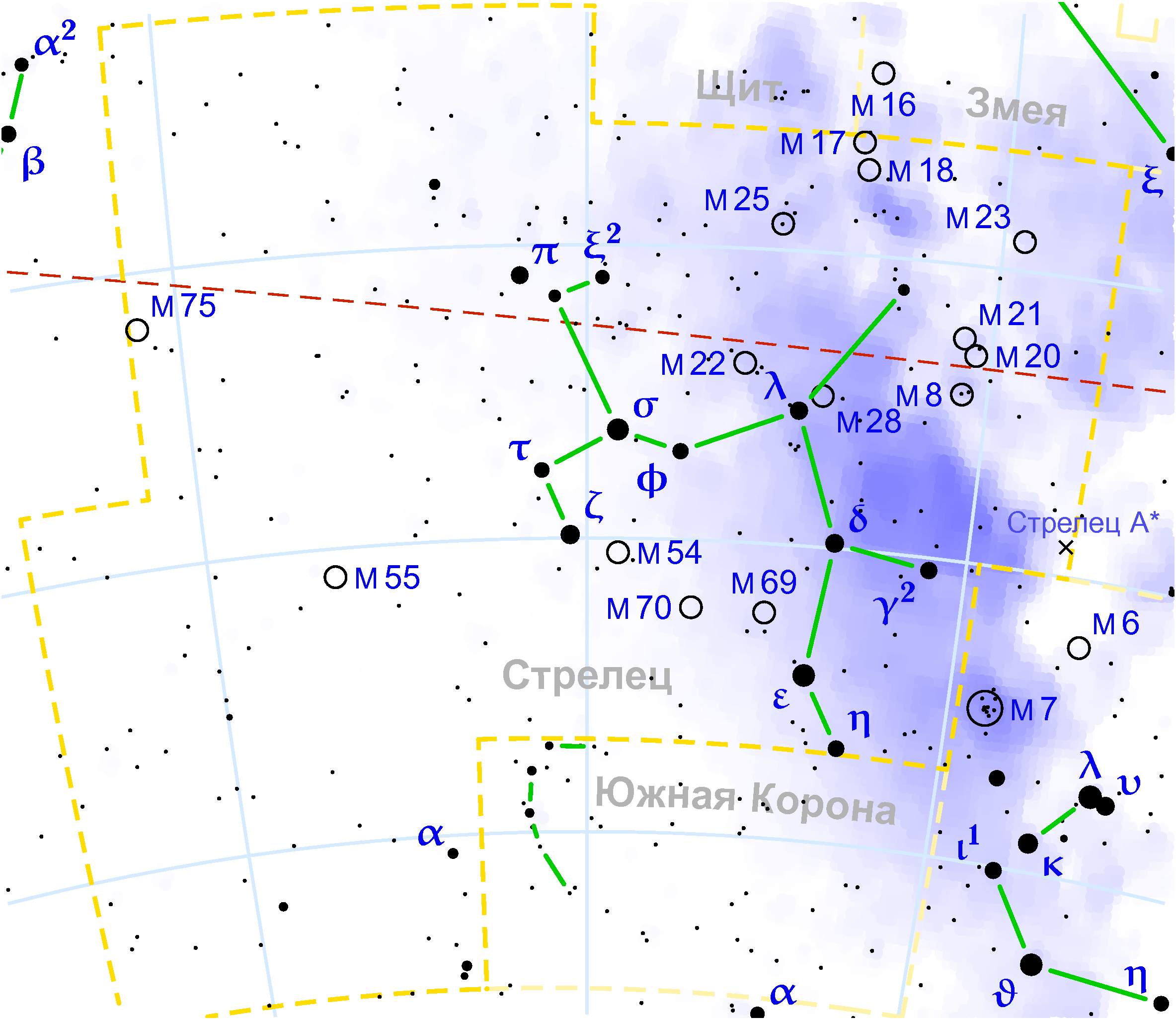
Розсіяне скупчення M21 в сузір'ї Стрільця

Це розсіяне скупчення, яке має кутовий розмір приблизно з половину місячного диска (тобто, 1/4 градуса). Відповідно, воно виділяється навіть на такому яскравому тлі Чумацького Шляху, яким він є в сузір'ї Стрільця. М21 видно вже в бінокль завдяки відсноно малій видимій зоряній величині. Аматорський телескоп дозволяє перерахувати приблизно два десятки його зір. «Ключка» з чотирьох яскравих зір обмежують скупчення з півдня, а кільце з десятка тьмяних зір — з півночі.

### Сусіди по небу з каталогу Мессьє
- M20 — (трохи на південь) знаменита Потрійна туманність[12];
- M8 — (ще південніше) велика ще яскравіша туманність «Лагуна»[13];
- M28 і M22 — два кулястих скупчення на схід[14][15];
- M24 — (на північ) фрагмент Чумацького Шляху[16];
- M6 і M7 — (на південний захід) пара багатих розсіяних скупчень у Скорпіоні[17][18].

### Послідовність спостереження в «Марафоні Мессьє»
… М8 → М20 →М21 → М7 → М6 …